# Rzeki (Izdebki)
Rzeki – część wsi Izdebki w Polsce, położona w województwie podkarpackim, w powiecie brzozowskim, w gminie Nozdrzec.
W latach 1975–1998 Rzeki administracyjnie należały do województwa krośnieńskiego.
Rzeki należą do rzymskokatolickiej parafii pw. Zwiastowania Pańskiego w Izdebkach w dekanacie Brzozów.